# آلن مولالی
آلن مولالی، (به انگلیسی: Alan Mulally) (زاده ۴ اوت ۱۹۴۵) صنعتگر، کارآفرین و مدیر ارشد اجرایی آمریکایی است، که اکنون مدیرعامل شرکت خودروسازی فورد می‌باشد.
وی در طول رکود اقتصادی اواخر دهه ۲۰۰۰ میلادی، سکان رهبری شرکت فورد را در دست داشت و تلاش‌های فراوانی برای حفظ شرکت و سوددهی مجدد آن انجام داد، که در نهایت تنها شرکت خودروسازی آمریکایی بود، که بدون دریافت بسته کمک‌های مالی از سوی دولت فدرال ایالات متحده آمریکا موفق به عبور از بحران مالی ۲۰۱۲–۲۰۰۷ گردید.
مولالی پیش از پیوستن به فورد، سال‌ها به‌عنوان نایب رییس هیئت مدیره شرکت بوئینگ و مدیر عامل شرکت هواپیماهای تجاری بوئینگ، فعالیت می‌نمود. وی در سال ۱۹۶۹ به بوئینگ پیوست و در طول فعالیت سه دهه‌ای خود در این شرکت، پروژه‌های بزرگی را سرپرستی نمود، که برای نمونه وظیفه مهندسی و مدیریت پروژه‌هایی چون: بوئینگ ۷۲۷، بوئینگ ۷۳۷، بوئینگ ۷۴۷، بوئینگ ۷۵۷، بوئینگ ۷۶۷ و بوئینگ ۷۷۷ را بر عهده داشت.
در سال ۲۰۰۹ نام مولالی در فهرست تایم ۱۰۰ قرار گرفت، این فهرست که هر ساله توسط مجله تایم منتشر می‌شود، اسامی ۱۰۰ فرد قدرتمند جهان را رتبه‌بندی می‌نماید. در سال ۲۰۱۱ مولالی از سوی مجله فایننشیال تایمز به‌عنوان شخص سال ۲۰۱۱ انتخاب شد، مجله چیف اگزکیوتیو نیز وی را به‌عنوان مدیرعامل سال ۲۰۱۱ معرفی کرد.
از نکات جالب درباره آلن مولالی روش کار و سامانه مدیریتی اوست! وی اکنون در خانه‌ای در فاصله تنها ۳ مایلی از دفتر مرکزی شرکت فورد، که در دیربورن، میشیگان مستقر می‌باشد، زندگی می‌کند. او هر روز رأس ساعت ۵:۱۵ صبح وارد دفتر کارش می‌شود و روزانه به‌طور متوسط ۱۲ ساعت کار می‌کند.